# Old Farm Hour
Die Old Farm Hour war eine US-amerikanische Country-Sendung, die von dem Radiosender WCHS aus Charleston, West Virginia gesendet wurde.

## Geschichte

### Anfänge
Die Idee der Old Farm Hour kam von dem Country-Musiker Buddy Starcher. Schon vor der Sendung trat er im Radio auf. Nach einem Auftritt mit dem Duo Salt & Peanut kam ihm die Idee zu einer Live-Radioshow, wie sie schon bei WSM mit der Grand Ole Opry oder bei WLS mit dem National Barn Dance lief. Starcher begann, zusammen mit Gene Ferguson Talentwettbewerbe abzuhalten, bei denen er dann geeignete Musiker oder Gruppen für seine Show suchte.

### Live-Shows
Die Live-Shows der Old Farm Hour begannen um 1934. Abgehalten wurden die Sendungen im WCHS Auditorium, das bis zu 2000 Zuschauer aufnehmen konnte. Moderator der Sendung war Frank Welling, der auch Musiker war und in der Sendung als „Uncle Si“ auftrat. Die Shows wurden jeden Freitagabend abgehalten. Während der 1930er-Jahre gewann die Farm Hour immer mehr an Popularität. Neben Wheelings WWVA Jamboree galt die Farm Hour zwischen 1936 und dem Zweiten Weltkrieg als erfolgreichste Sendung in West Virginia. Damalige Country-Stars wie Grandpa Jones, Red Sovine, Cowboy Copas, Bob Atcher und Kitty Wells bestritten Auftritte in der Sendung, aber auch unbekannte Musiker wie die Lilly Brothers, Lee & Juanita Moore oder Harmie Smith traten dort auf. Während des Weltkrieges, in den die USA 1942 eintraten, wurde die Zahl der Shows verringert, trotzdem sendete WCHS die Farm Hour noch einmal monatlich. In den frühen 1940er Jahren wurde sie dann aufgrund sich verschlechternder finanzieller Lage und der Quote eingestellt.
Ende des Jahrzehntes wurde die Old Farm Hour dann wiederbelebt. Moderator war wieder Frank Welling. Die Live-Shows wurden wieder über WCHS übers Radio übertragen.

## Gäste und Mitglieder
| - Buddy Starcher - Grandpa Jones - Red Sovine - Kitty Wells - Cowboy Copas - T. Texas Tyler - Bob Atcher | - Rex Parker - Lee and Juanita Moore - Harmie Smith - Lonesome Holler Boys - Slim Clere - The Bailes Brothers |